# Walther Wenck
Walther Wenck (18. září 1900 Lutherstadt Wittenberg – 1. května 1982 Ried im Innkreis) byl nejmladším generálem v německé armádě a vysoce zkušeným štábním důstojníkem během druhé světové války. Na konci války velel německé 12. armádě. Wenck nařídil své armádě vzdát se ozbrojeným silám Spojených států, aby zabránil zajetí Sověty. Před vzdáním se do zajetí Wenck sehrál důležitou roli v bitvě o Berlín, a díky svému úsilí pomohl tisícům německých uprchlíků utéci oddílům Rudé armády. Během války byl přezdíván jako chlapec-generál.
Zemřel při dopravní nehodě nedaleko Ried im Innkreis v Horních Rakousích, pohřben je v Bad Rothenfelde v Dolním Sasku.

## Vyznamenání
- Železný kříž , II. třída (13 září 1939)

- Železný kříž , I. třída (4 říjen 1939)

- Německý kříž, zlatý (26 leden 1942)

- Rytířský kříž Železného kříže, 28 prosinec 1942

údaje použity z: anglická Wikipedie-Walther Wenck